# باشگاه فوتبال اسلوان لیبرتس
باشگاه فوتبال اسلوان لیبرتس (به چکی: FC Slovan Liberec) یک باشگاه فوتبال در جمهوری چک است که در شهر لیبرتس قرار دارد و هم‌اکنون در لیگ برتر فوتبال جمهوری چک بازی می‌کند.
این باشگاه در سال ۱۹۵۸ میلادی تأسیس شده‌است.

## افتخارات
- لیگ برتر فوتبال جمهوری چک 
  - قهرمان (۳): ۲۰۰۲/۲۰۰۱، ۲۰۰۶/۲۰۰۵، ۲۰۱۲/۲۰۱۱
- جام حذفی فوتبال جمهوری چک
  - قهرمان (۱): ۲۰۰۰
- جام یوفا
  - یک چهارم نهایی: ۲۰۰۰
- جام اینترتوتو
  - نایب قهرمان (۱): ۲۰۰۴